# German Juniors 2016
Das German Juniors 2016 im Badminton fand vom 10. bis zum 13. März 2016 in Berlin statt. Es war die 33. Austragung dieses bedeutendsten internationalen Badminton-Juniorenwettkampfs in Deutschland.

## Sieger und Platzierte
| Disziplin    | Gold                            | Silber                          | Bronze                            |
| ------------ | ------------------------------- | ------------------------------- | --------------------------------- |
| Herreneinzel | Kantaphon Wangcharoen           | Pachaarapol Nipornram           | Lee Sang-min                      |
| Herreneinzel | Kantaphon Wangcharoen           | Pachaarapol Nipornram           | Lee Zii Jia                       |
| Dameneinzel  | Natsuki Nidaira                 | Pornpawee Chochuwong            | Shiori Ebihara                    |
| Dameneinzel  | Natsuki Nidaira                 | Pornpawee Chochuwong            | Kim Ga-eun                        |
| Herrendoppel | Kyohei Yamashita Naoki Yamazawa | Hiroki Okamura Masayuki Onodera | Jo Geon-a Park Chan-ik            |
| Herrendoppel | Kyohei Yamashita Naoki Yamazawa | Hiroki Okamura Masayuki Onodera | Kang Min-hyuk Na Sung-seung       |
| Damendoppel  | Sayaka Hobara Nami Matsuyama    | Kim Ga-eun Kim Hyang-im         | Kim Min-ji Shim Ye-rim            |
| Damendoppel  | Sayaka Hobara Nami Matsuyama    | Kim Ga-eun Kim Hyang-im         | Kim Bit-na Kim Seong-min          |
| Mixed        | Naoki Yamazawa Nami Matsuyama   | Hiroki Okamura Sayaka Hobara    | Na Sung-seung Lee Yu-rim          |
| Mixed        | Naoki Yamazawa Nami Matsuyama   | Hiroki Okamura Sayaka Hobara    | Rasmus Kjær Irina Amalie Andersen |